# Третий дивизион чемпионата мира по хоккею с шайбой среди молодёжных команд 2026
Чемпионат мира по хоккею с шайбой среди молодёжных команд 2026 года в III-м дивизионе — предстоящее спортивное соревнование по хоккею с шайбой под эгидой ИИХФ. Турнир состоится: в группе А с 19 по 25 января в столице Болгарии Софии и в группе В с 18 по 24 января 2026 года впервые турнир такого уровня состоится в столице Кыргызстана Бишкеке.

## Регламент
- По итогам турнира в группе А: команда, занявшая первое место получит право играть во втором дивизионе чемпионата мира среди молодёжных команд 2027 года, а команда, которая займёт последнее место, перейдёт в группу B.
- По итогам турнира в группе B: команда, которая займёт первое место, переходит в группу А третьего дивизиона чемпионата мира среди молодёжных команд 2027 года.

## Итоги

### Группа А
- Сборная  вышла в группу В второго дивизиона чемпионата мира 2026
- Сборная  вылетела в группу В третьего дивизиона ЧМ 2026

### Группа В
- Сборная  вышла в группу А третьего дивизиона ЧМ 2026.

## Участвующие команды
В чемпионате планирует принять участие 12 команд: шесть из Азии, четыре из Европы и по одной из Африки и Северной Америки. Сборная Гонконга и Сборная Ирана участвуют впервые, Сборная Бельгии вылетела из группы В второго дивизиона 2025 года, а остальные пришли с прошлогоднего турнира третьего дивизиона 2025 года.

### Группа А
| Сборная              | Квалификация                                                                |
| -------------------- | --------------------------------------------------------------------------- |
| Бельгия              | Заняла 6-е место в группе В второго дивизиона и вылетела оттуда в 2025 году |
| Тайвань              | Заняла 2-е место в третьем дивизионе в 2025 году                            |
| Болгария             | Хозяева, заняла 3-е место в третьем дивизионе в 2025 году                   |
| Турция               | Заняла 4-е место в третьем дивизионе в 2025 году                            |
| Босния и Герцеговина | Заняла 5-е место в третьем дивизионе в 2025 году                            |
| Таиланд              | Заняла 6-е место в третьем дивизионе в 2025 году                            |

#### Таблица
|  | Команда, переходящая в группу В второго дивизиона чемпионата мира 2027 года |
|  | Команда, вылетающая в группу B третьего дивизиона чемпионата мира 2027 года |

| М | Сборная              | И | В | ВО | ПО | П | ШЗ | ШП | РШ | О |
| - | -------------------- | - | - | -- | -- | - | -- | -- | -- | - |
| 1 | Бельгия              | 0 | 0 | 0  | 0  | 0 | 0  | 0  | 0  | 0 |
| 2 | Тайвань              | 0 | 0 | 0  | 0  | 0 | 0  | 0  | 0  | 0 |
| 3 | Болгария             | 0 | 0 | 0  | 0  | 0 | 0  | 0  | 0  | 0 |
| 4 | Турция               | 0 | 0 | 0  | 0  | 0 | 0  | 0  | 0  | 0 |
| 5 | Босния и Герцеговина | 0 | 0 | 0  | 0  | 0 | 0  | 0  | 0  | 3 |
| 6 | Таиланд              | 0 | 0 | 0  | 0  | 0 | 0  | 0  | 0  | 0 |

### Группа В
| Сборная    | Квалификация                                                        |
| ---------- | ------------------------------------------------------------------- |
| Мексика    | Заняла 6-е место в группе А третьего дивизиона в 2025 году          |
| Кыргызстан | Хозяева, заняла 2-е место в группе В третьего дивизиона в 2025 году |
| ЮАР        | Заняла 3-е место в группе В третьего дивизиона в 2025 году          |
| Люксембург | Заняла 4-е место в группе В третьего дивизиона в 2025 году          |
| Гонконг    | Участвует впервые                                                   |
| Иран       | Участвует впервые                                                   |

#### Таблица
|  | Команда, переходящая в группу А третьего дивизиона чемпионата мира 2026 года |

| М | Сборная    | И | В | ВО | ПО | П | ШЗ | ШП | РШ | О |
| - | ---------- | - | - | -- | -- | - | -- | -- | -- | - |
| 1 | Мексика    | 0 | 0 | 0  | 0  | 0 | 0  | 0  | 0  | 0 |
| 2 | Кыргызстан | 0 | 0 | 0  | 0  | 0 | 0  | 0  | 0  | 0 |
| 3 | ЮАР        | 0 | 0 | 0  | 0  | 0 | 0  | 0  | 0  | 0 |
| 4 | Люксембург | 0 | 0 | 0  | 0  | 0 | 0  | 0  | 0  | 0 |
| 5 | Гонконг    | 0 | 0 | 0  | 0  | 0 | 0  | 0  | 0  | 0 |
| 6 | Иран       | 0 | 0 | 0  | 0  | 0 | 0  | 0  | 0  | 0 |